# Polystachya hastata
Polystachya hastata är en orkidéart som beskrevs av Victor Samuel Summerhayes. Polystachya hastata ingår i släktet Polystachya och familjen orkidéer. Inga underarter finns listade i Catalogue of Life.